# 莫氏不連續面

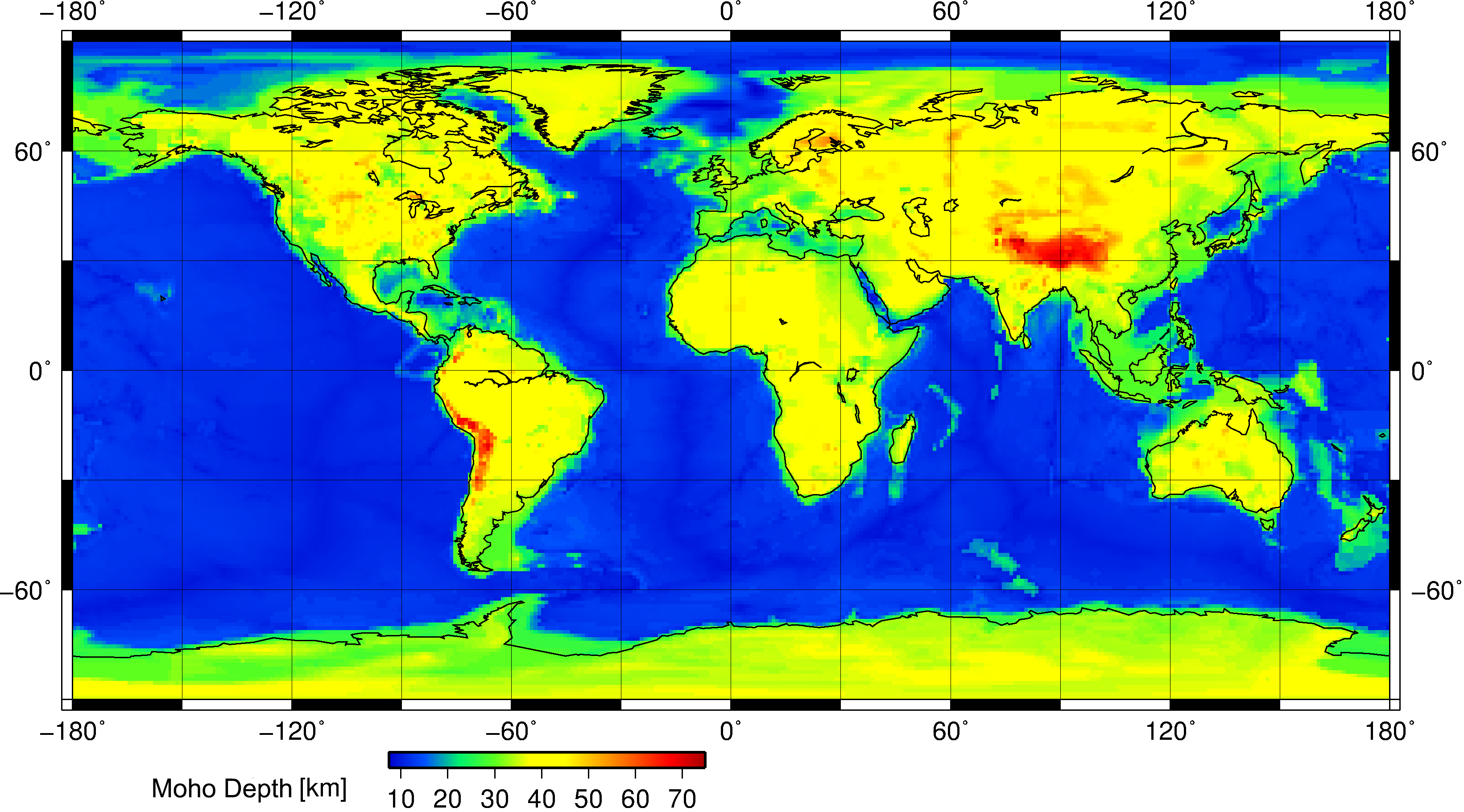
显示莫霍面深度的世界地图

莫氏不連續面，有时简称莫荷面，是地球的地殼與地函的分界面。莫氏不連續面首先在1909年由克羅埃西亞地震學家安德里亞·莫霍羅維契奇發現。他觀察到地震波（特別是P波）在此處波速會突然變快。莫氏不連續面几乎完全在岩石圈内; 只有在海洋中洋脊之下才能确定岩石圈-软流圈边界。莫氏不連續面在1909年被莫霍洛维奇首次确定，当时他观察到，从浅层地震的震动图有两组P波和S波，一组沿着地球表面附近的直接路径，另一组被高速传播介质折射。 
莫氏不連續面的位置不定，可淺至中洋脊下方約5公里處，也可深至大陸地殼下方約75公里處。
莫氏不連續面在海床以下的5至10（3—6英里），和在典型的大陆地壳以下的20至90（10—60英里），平均35（22英里）。

## 地震波速不连续的原因
从岩石学角度，莫霍面作为一个过渡带，厚度3～5km。其上为基性的玄武岩，即硅镁层，平均密度2.9g/cm3；其下为超基性的橄榄岩，即地幔岩，平均密度3.5g/cm3。成分上的变化使地震波速变化。

## 探测

显示莫氏不連續面位置的地球截面（标记为2）

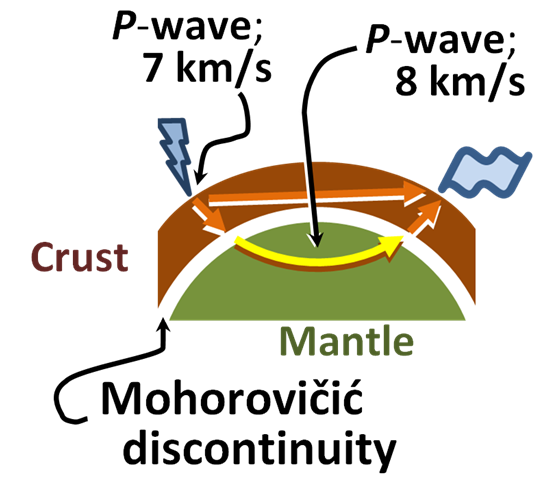
P波的两条路径，一条直接的路径，一条穿过莫霍面的折射线

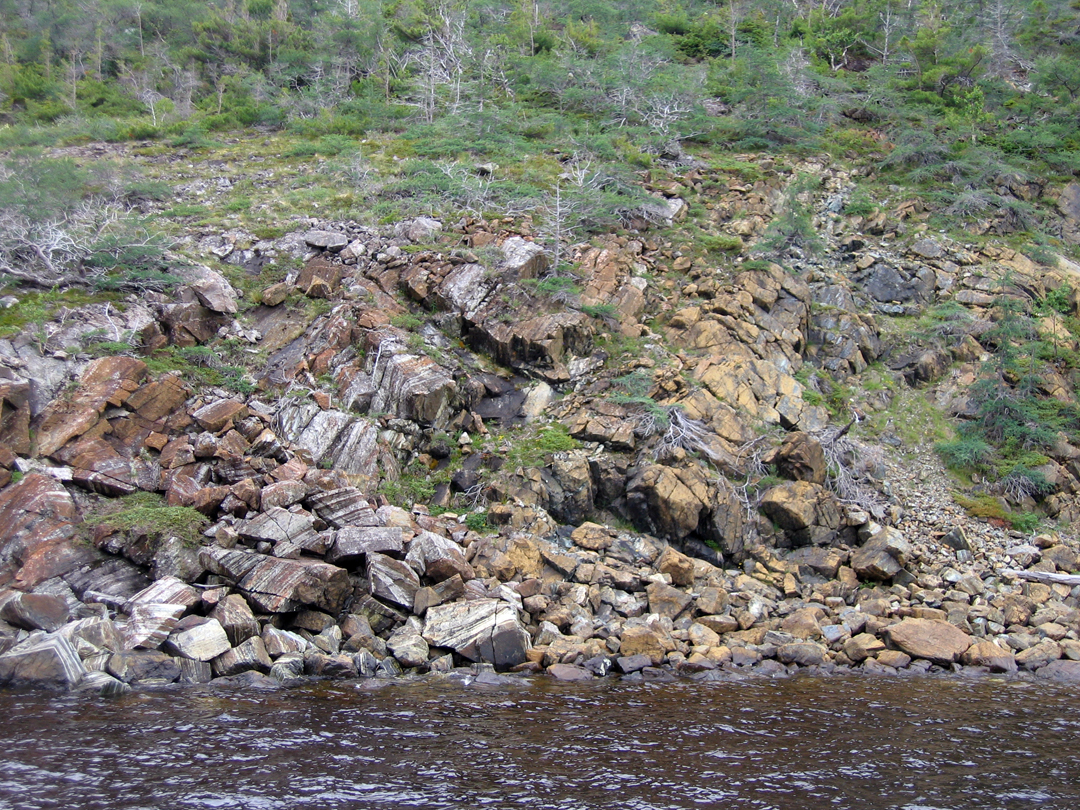
圖為奧陶紀的莫氏不連續面，地點在加拿大紐芬蘭的格羅摩恩國家公園。古代地函的岩石曝露在地表上，露出了莫氏不連續面

1950年代晚期到1960年代早期之間，美國國家科學基金會執行委員會曾採納一項提案，計畫在海洋的海床上鑽孔以到達此處。這個計畫稱為“莫霍计划”(Project Mohole)。然而，該計畫從來沒有得到足夠的支持，該提案也在1967年時被美國國會取消。科拉研究所的苏联科学家同时追求这个目标; 15年后，於1989年放弃尝试，此時已经达到了世界最深的洞穴12,260（40,220英尺）的深度。
到达不连续面仍然是一个重要的科学目标。一个提议考虑了一种具有重钨针的岩石熔化放射性核动力胶囊，可以将其自身推向莫氏不連續面，并探索它附近的地球内部和上地幔。2007年9月，全球最大的日本海洋探测船“地球号”开始在南海海槽相对较薄的海层勘探，目标将是莫氏不連續面。这个探测钻井船为综合大洋钻探计划（IODP）而建造。
乔迪斯·决心号于2015年年底从斯里兰卡的科伦坡航行，并前往位于西南印度洋脊的印度洋西南部一个有希望的地点的亚特兰蒂斯（Atlantis Bank），试图钻探初步钻孔 深度约1.5公里。这次钻探企图甚至没有达到1.3公里，但研究人员希望能够在稍后进一步调查。

## 参阅
- 核幔邊界 - 地核與地函的交界
- 雷氏不連續面 - 地幔內P波和S波速度突然增加的區域，部分文獻用來稱呼地核的內核與外核交界。
- 康拉德不連續面 - 地殼內上層矽鋁層和下層矽鎂層分界。
- 科拉超深钻孔

## 連結
- 科學家宣布已鑽孔至地殼底部的新聞（2005年）（英語） （页面存档备份，存于）
- Project Mohole的介紹（英語）